# Vanguardia (ejército)

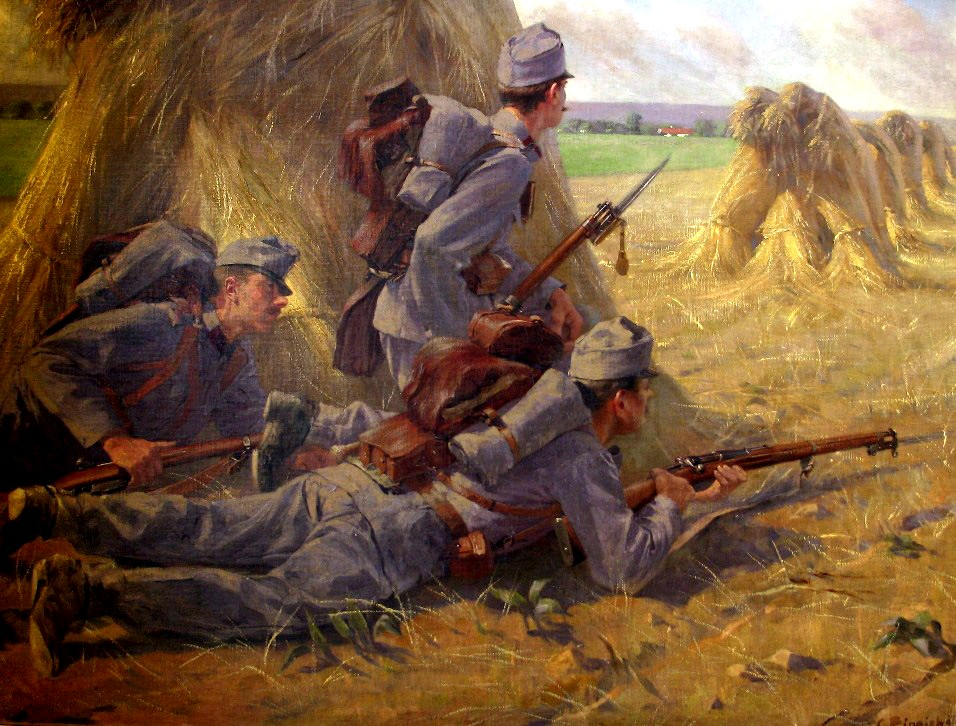
Soldados viendo si no hay enemigos.

La vanguardia (carne de cañón) es la parte más adelantada de un ejército, una unidad avanzada de exploración y combate. Tiene una serie de funciones: la búsqueda de enemigos, asegurar el terreno antes del avance del grueso del ejército o de una expedición militar. Más detalladamente, es un grupo para:
- explorar el terreno a fin de evitar sorpresas (emboscadas o batallas no deseadas);
- ocupar rápidamente las posiciones fuertes del campo de batalla (puntos altos, atrincheramientos, puentes, construcciones);
- proteger a sus fuerzas y/o contener al enemigo el tiempo necesario para que el ejército se aproxime;
- hostigar a un adversario en repliegue o destruirlo si ha sido derrotado;
- sacrificarse para lograra un objetivo principal o secundario.

Para responder a estas misiones, una vanguardia está a menudo compuesta de tropas ligeras y rápidas.

## Orígenes medievales
La vanguardia deriva de la tradicional división de un ejército medieval en tres formaciones de batalla: la avanzadilla, el grueso del ejército y la  retaguardia. El término vanguardia cuyo origen es la palabra medieval francesa avant-garde i.e., transliterado en español (etimología: de aván, por avante, y guardia) la guardia de delante. La vanguardia dirigiría la marcha y se desplegaría la primera en el campo de batalla, o frente a las otras formaciones o a la derecha si se posicionaban en línea. 
La composición de la vanguardia en el siglo XV del ejército burgundio consistía en caballeros del frente, de los cuales un destacamento adelantado de exploradores era obligado a intervenir, el cuerpo principal de la vanguardia, en el que viajaban los magistrados y oficiales y trompeteros para llevar mensajes, pedir la rendición de ciudades y castillos, y un cuerpo de trabajadores bajo la dirección del maestro de artillería, cuyo trabajo consistía en eliminar los obstáculos que pudieran obstruir el transporte del bagaje y de la artillería con el grueso del ejército. En las fuerzas inglesas de este periodo histórico la vanguardia iba acompañada de heraldos, cuyo trabajo consistía en localizar hospedajes para el ejército para pernoctar la noche siguiente.